# Люціан Адвентович
Лю́ціан-Ка́роль Адвенто́вич (пол. Lucjan Karol Adwentowicz; 28 травня 1902, Львів — 26 червня 1937, Отвоцьк) — польський художник.
Люціан Адвентович народився в сім'ї акторів Кароля Адвентовича і Анелі Поленцької-Адвентович (до шлюбу Пащук). У 1920—1921 роках служив добровольцем у польській армії. 1921 року у Львові він почав навчатися живопису в Казімежа Сіхульського, а наступного року вступив до Краківської академії образотворчого мистецтва, де навчався під керівництвом Юзефа Мегоффера, Юзефа Панкевича та Феліціана Щенсного-Коварського. 1928 року Люціан Адвентович здобув диплом у галузі монументального живопису. Діставши стипендію Фонду національної культури, у 1928—1929 роках Адвентович подорожував Італією, і це стало дуже важливим етапом у формуванні його мистецького стилю. У той час він цікавився ранньохристиянським, помпейським малярством і мистецтвом італійського Відродження, зокрема творчістю Корреджо, вплив якого був помітний у пізніх роботах Адвентовича. На початку 1930-х Адвентович тісно пов'язався з варшавським мистецьким угрупованням «Призма». У 1930—1939 роках воно під проводом Феліціана Щенсного-Коварського об'єднувало малярів, які надихалися природою й приділяли велику увагу колористиці. 1933 року Адвентович створив плафон «Паллада і Ніке» для Вавельського замку. У цей час він творив переважно багатофігурні композиції на історичні, міфологічні та біблійні теми. У 1936—1937 роках Адвентович лікувався від туберкульозу в Отвоцьку й там намалював двадцять акварелей, що склались у «Лікарняний цикл». З останніх років художникового життя походить серія ілюстрацій твору Адама Міцкевича «Пан Тадеуш» («Полонез», «Напад на Сопліцово»). Як член «Призми», він брав участь у всіх її виставках, також виставлявся з угрупованнями «Замок» та «Група акварелістів». Його праці можна охарактеризувати як камерні. Він творив пейзажі (з переважним фіолетовим відтінком), фігурні композиції, ню, портрети, натюрморти (особливо квіти), настінні розписи. Художник застосовував традиційні техніки живопису (акварель, гуаш, олія). Для творів Адвентовича характерні стримані, приглушені барви й точний малюнок.
Значну частину його доробку знищили німці у Варшаві. До колекції Національного музею у Варшаві належать його три олійні картини «Візок», «Автопортрет», «Читачка» й акварелі «Слуги», «Сцена в лікарні», «У лікаря». Інші важливі роботи в творчості Люціана Адвентовича — «Автопортрет з ціпком», «Лікарняний цикл», портрет В. Таранчевського
Люціан Адвентович помер від туберкульозу в отвоцькому санаторії.

## Найважливіші твори
- Втеча до Єгипту
- Кінний трамвай
- Автопортрет з ціпком
- Паллада і Ніке для Вавельського замку (1933)
- Лікарняний цикл (1936—37)